# Lee Archambault
Lee Joseph Archambault, detto Bru (Oak Park, 25 agosto 1960), è un ex astronauta statunitense.
Ha partecipato alle missioni dello Space Shuttle STS-117 come pilota e STS-119 come comandante.